# EMI
A Electric and Musical Industries (EMI Group, também conhecida como EMI Music ou simplesmente EMI) foi uma empresa multinacional britânica do ramo fonográfico com sede em Londres, Inglaterra. No momento da sua dissolução, em 2012, foi o quarto maior grupo de gravadoras da indústria musical e foi uma das quatro grandes majors fonográficas (agora apenas três). Seus selos incluíam a EMI Records, Parlophone e Capitol Records. EMI Group também teve uma grande editora musical, a EMI Music Publishing - também com sede em Londres, com escritórios no mundo todo.
A empresa foi certa vez componente do índice FTSE 100, mas enfrentou problemas financeiros e 4 bilhões de dólares em dívidas, levando a sua aquisição pelo Citigroup em fevereiro de 2011. Em novembro de 2011, foi anunciado que o braço de gravação musical seria vendido para a Universal Music Group e a parte da editora musical seria adquirida por um consórcio liderado pela Sony/ATV Music Publishing. Tanto antes como depois do anúncio da venda, a Universal Music Group se comprometeu a vender ativos da EMI no valor de meio bilhão de euros.
Em 2020 seu braço musical foi relançado, sendo distribuído pela Universal. O retorno da EMI busca primeiramente substituir a Virgin Records. A presidente da editora fonográfica é Rebecca Allen, que já atua no grupo há mais de 20 anos.

## História

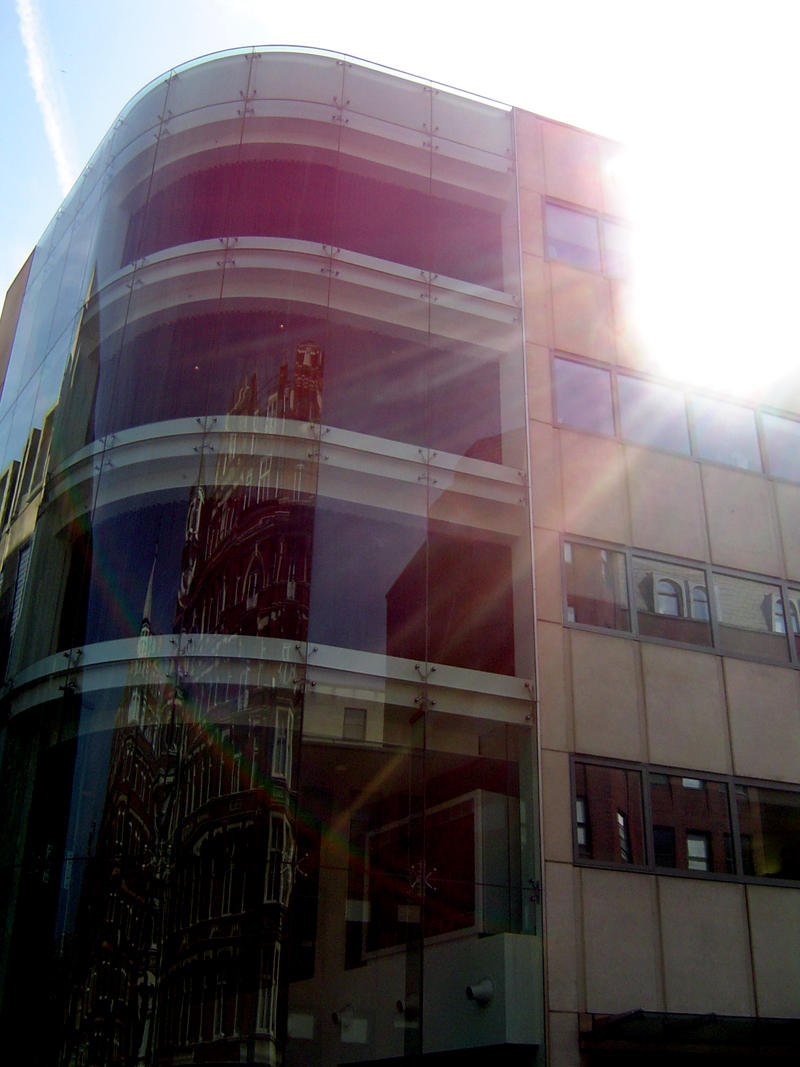
Sede da EMI em Londres, atual sede britânica da Warner Music

Electric and Musical Industries foi formada em março de 1931 pela fusão da Columbia Graphophone Company e da Gramophone Company, com seu selo "His Master Voice", empresas que têm uma história que remonta às origens das gravações sonoras. A nova empresa produziu gravações musicais, bem como equipamentos de gravação e reprodução.
No início de sua vida, a Gramophone Company estabeleceu operações subsidiárias em vários outros países da Comunidade Britânica, incluindo a Índia, Austrália e Nova Zelândia. As subsidiárias da Austrália e Nova Zelândia dominaram as indústrias de música popular nesses países a partir dos anos 1920 até os anos 1960, quando outros rótulos de propriedade local (como Festival Records) começaram a desafiar o monopólio da EMI. Mais de 150 mil gravações de 78 rotações de todo o mundo são mantidas nos arquivos da EMI, com temperatura controlada em Hayes, alguns dos quais foram lançados em CD desde 2008 pela Honest Jon's Records.

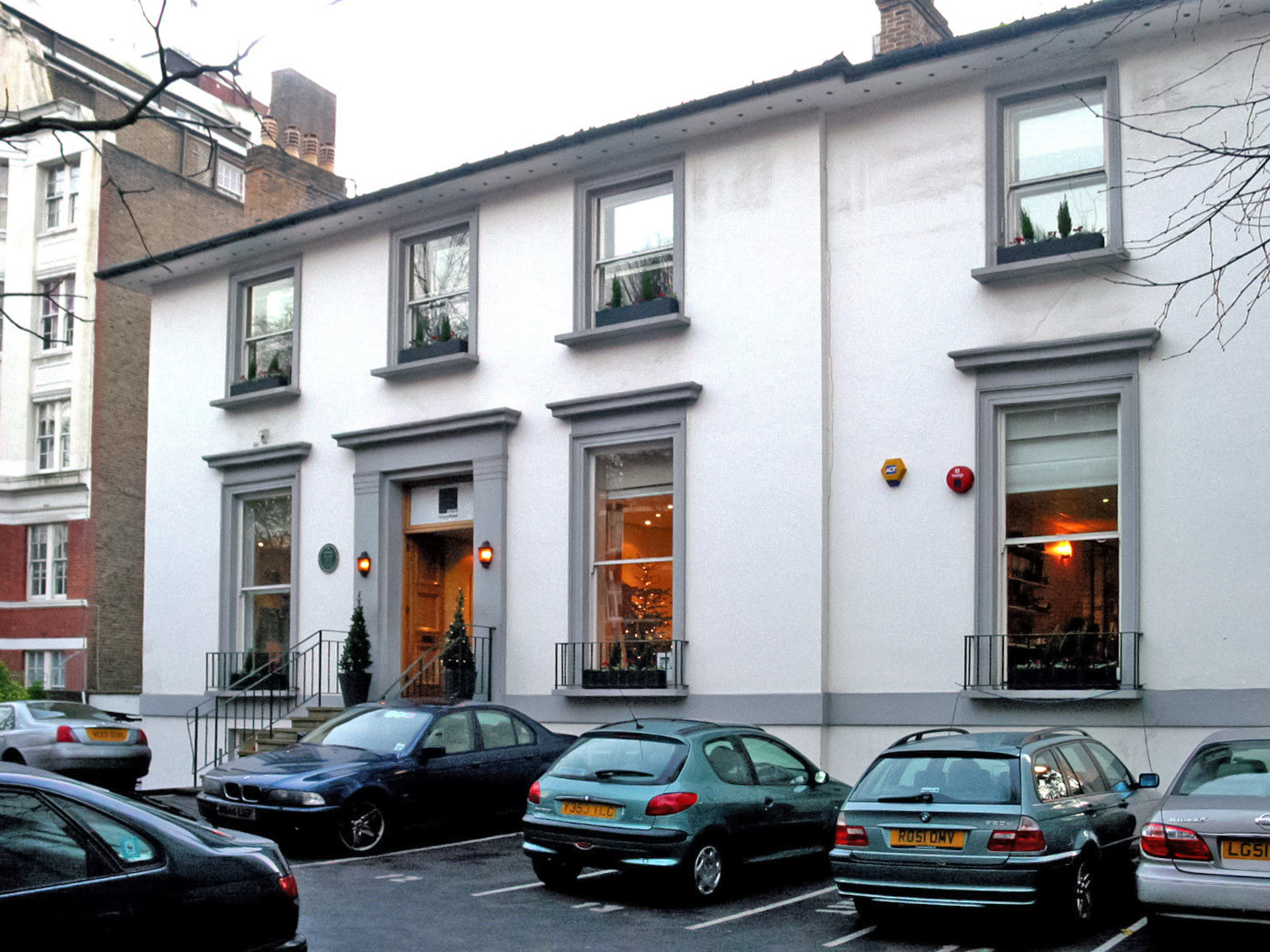
Abbey Road Studios (fundado como EMI Studios em 1931) em Londres, Inglaterra.

Em 1931, ano em que a empresa foi formada, ela abriu os lendários estúdios de gravação em Abbey Road, Londres. Durante os anos 1930 e 1940, a lista de artistas incluiu Arturo Toscanini, Sir Edward Elgar, e Otto Klemperer, entre muitos outros. Durante esse tempo, a EMI nomeou seus primeiros gerentes de A&R. Estes incluíram George Martin, que mais tarde trouxe os Beatles para o ‘’roster’’ da EMI.
Quando a Gramophone Company fundiu-se com a Columbia Graphophone  Company (incluindo o selo Parlophone), em 1931, o grupo anglo-americano foi incorporado como Electric & Musical Industries. Neste ponto, a RCA teve uma participação maioritária na nova empresa, dando ao presidente da RCA, David Sarnoff, um assento no conselho da EMI.
No entanto, a EMI foi posteriormente forçada a vender a sua divisão americana da Columbia devido a medidas antitruste tomadas pelos seus concorrentes americanos. Por esta altura a indústria fonográfica tinha sido duramente atingida pela depressão e, em 1934, uma reduzida Columbia EUA foi comprado por apenas 70,5 mil dólares pela ARC/BRC (American Record Corporation-Brunswick Record Company), que também adquiriu o selo Okeh Records.
A RCA vendeu sua participação na EMI em 1935, mas devido a sua aquisição do rótulo ‘’Victor’’ em 1929, a RCA Records manteve os direitos para as Américas da marca registrada “Nipper”. Em outros países, o logotipo do cão e do fonógrafo foi usado pela HMV, subsidiária da EMI, mesmo que o slogan em si seria retido pela RCA junto com o logotipo.
Em 1938 ARC-Brunswick foi adquirido pela CBS, que depois vendeu o selo Brunswick americano para a Decca Records americana, que junto com suas outras propriedades, Aeolian Records e Vocalion Records, foi utilizado como um selo de orçamento subsidiário. CBS então operou a Columbia como selo principal, tanto nos Estados Unidos e Canadá.
No entanto, para torná-lo ainda mais confuso, EMI manteve os direitos sobre o nome Columbia, na maioria dos outros territórios, incluindo o Reino Unido, Austrália e Nova Zelândia.  Ela continuou a operar o selo com sucesso moderado até 1972, quando foi aposentado e substituído pelo selo EMI Records, então se você ver qualquer Columbia Records fabricados fora da América do Norte entre 1972 e 1992, eles são raros.
Em 1990, após uma série de aquisições importantes que levaram a CBS Records a ser adquirida pela japonesa Sony Corporation, a EMI vendeu seus direitos remanescentes no nome Columbia para a Sony e o selo agora é operado exclusivamente em todo o mundo pela Sony Music Entertainment, exceto no Japão, onde a marca é de propriedade da Nippon Columbia.
EMI lançou seu primeiro LP em 1952 e suas primeiras gravações estereofônicas em 1955 (primeiro de rolo de fita e, em seguida, LPs, a partir de 1958). Em 1957, para substituir a perda de seus acordos de longa data de licenciamento com a RCA Victor e Columbia Records (Columbia EUA cortou seus laços com a EMI em 1951), a EMI entrou novamente no mercado americano através da aquisição de 96% das ações da Capitol Records.
Os artistas de música clássica da EMI do período foram, em grande parte, limitados às prestigiadas orquestras britânicas, como a Orchestra Philharmonia e a Orquestra Sinfônica de Londres. Durante a era do registro de long-playing (LP), pouquíssimas orquestras americanas tinham seus contratos de gravação principais com a EMI, uma exceção notável é a Orquestra Sinfônica de Pittsburgh, especialmente durante o mandato de William Steinberg.
A partir da década de 1950 a início de 1970, a gravadora teve um sucesso enorme no campo da música popular sob a gestão de Sir Joseph Lockwood. A forte combinação de selos EMI e suas subsidiárias (incluindo Parlophone, HMV, Columbia e Capitol Records), juntamente com uma lista de grupos estelares, como The Hollies, The Shadows, The Beach Boys, e The Beatles, juntamente com artistas solo de sucesso como Frank Sinatra, Cliff Richard, e Nat 'King' Cole, fez da EMI a gravadora mais conhecida e de maior sucesso no mundo naquela época.
Em 1967, enquanto mudando seu catálogo de pop e rock para a Columbia, EMI converteu HMV a um selo exclusivamente de música clássica. Para o emergente rock progressivo, incluindo Pink Floyd, que estreou na Columbia, EMI estabeleceu uma nova subsidiária, a Harvest Records, dois anos depois.
Em 1971, Electric & Musical Industries mudou seu nome para EMI e um ano mais tarde EMI substituiu o selo Columbia com a EMI Records. Dois anos mais tarde, a subsidiária Gramophone Company tornou-se a EMI Records, bem como, e em fevereiro de 1979, a EMI adquiriu a United Artists Records, e com ele a sua subsidiárias Liberty Records e Imperial Records. Oito meses depois, a Thorn Electrical Industries fundiu-se com a EMI para formar Thorn EMI.
Dez anos mais tarde, em 1989, a EMI Thorn comprou uma participação de 50% na Chrysalis Records, completando a aquisição dois anos depois. Seis meses após a conclusão da compra da Chrysalis, Thorn EMI comprou a Virgin Records de Richard Branson em uma de suas aquisições de mais destaque e uma das mais caras da história da música.

### Cisão da Thorn e consequências

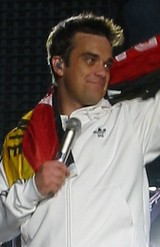
O cantor Robbie Williams assinou um contrato recorde com a EMI em 2002.

Devido à divergência crescente de modelos de negócio, os acionistas da Thorn EMI votaram a favor da proposta de cisão em 16 de agosto de 1996. A empresa de mídia resultante é agora conhecido como EMI Group PLC.
Desde 1930, o selo Baak Doi com sede em Xangai estava sob a bandeira da EMI e, desde então, a EMI tinha sido também o selo dominante no mercado de cantopop em Hong Kong até o declínio do gênero em meados de 1980. Entre os anos 2004-2006, a EMI, em seguida, desfez-se totalmente do mercado de c-pop, e depois disso, todos os artistas da música de Hong Kong previamente associados com a EMI para a gravadora Gold Label, uma empresa não-afiliada com a EMI e na qual a EMI não detém qualquer interesse.
Em 21 de Novembro de 2000, a Streamwaves e a EMI assinaram um acordo de licenciamento do catálogo da EMI em um formato digital para o seu serviço de streaming de música online. Esta foi a primeira vez que a EMI havia licenciado seu catálogo para um site de streaming de música.
Em 2002, a EMI no Brasil foi uma das primeiras gravadoras a incluir proteção anticópia nos seus discos, talvez tenha a ter sido a primeira gravadora no Brasil a incluir esta proteção, porém a tecnologia não era perfeita dando assim possibilidade de se copiar o disco, dentre os primeiros discos lançados pela gravadora com proteção anticópia estavam o Exaltasamba Ao Vivo (do Exaltasamba), Longo Caminho (do Os Paralamas do Sucesso) e Qu4tro (do Natiruts).
Também em 2002, o pop star Robbie Williams assinou um contrato de 80 milhões de libras (cerca de R$ 453 milhões) para a gravação de quatro álbuns, o que não foi apenas o maior contrato de gravação na história da música britânica na época, mas também o maior segundo na história da música, atrás de Michael Jackson.
A Apple Records, a gravadora que representa os Beatles, lançou um processo contra EMI e sua subsidiária Capitol Records por falta de pagamento de royalties em 15 de dezembro de 2005. A ação alegou que a EMI teria retido 50 milhões de dólares a gravadora. Um acordo judicial foi anunciado em 12 de Abril de 2007 e termos foram reservadas.
Em maio de 2006, a EMI tentou comprar a Warner Music Group, que teria reduzido o mundo quatro maiores empresas de música para três e controlaria 25% do mercado mundial. No entanto, a proposta foi rejeitada e a Warner lançou uma contraoferta para comprar a EMI. A EMI rejeitou a oferta de 4,6 bilhões de dólares.

### Aquisição pela Terra Firma
A EMI foi adquirida pelo fundo de investimentos Terra Firma em uma oferta de 3,6 bilhões de euros (aproximadamente US$ 4,8 bilhões).
Após a aquisição, vários artistas abandonaram a gravadora, incluindo Radiohead, Paul McCartney e The Rolling Stones. Os Rolling Stones assinaram um contrato de longo prazo com a Universal Music para a realização de novo material e distribuição de seu catálogo a partir do álbum Sticky Fingers. A cantora Joss Stone também teve problemas com a gravadora e ofereceu 1,2 milhão de libras para ter seu contrato rescindido. O corte de gastos feito pela Terra Firma foi apontado como foco do atrito.
Na mesma época, Guy Hands, CEO da Terra Firma, anunciou planos de demitir 2 mil funcionários e reduzir custos em 200 milhões de libras esterlinas.

### Controle pelo Citigroup e venda
Em 1 de fevereiro de 2011, o Citigroup assumiu o controle da EMI, depois que a Terra Firma, não cumpriu com os termos do financiamento para a aquisição da gravadora. Logo após, a dívida da empresa foi reduzida em 65%, para 1,2 bilhão de libras.
Em 11 de novembro de 2011, foi anunciado que a EMI estaria vendendo sua gravadora para o Universal Music Group por US$ 1,9 bilhão e a sua editora para a Sony/ATV Music Publishing por US$ 2,2 bilhões. A Warner Music Group e a BMG eram algumas das outras empresas interessadas em adquirir as divisões da EMI. Em março de 2012, a União Europeia iniciou uma investigação sobre a aquisição da unidade de música gravada da EMI pela Universal Music. A Comissão Europeia estava preocupada com a participação de mercado da empresa após a compra, que seria quase o dobro de seu concorrente mais próximo na Europa.
Em 16 de dezembro de 2012, a União Europeia aprovou a fusão EMI/Universal. A Comissão Europeia aprovou o acordo, no entanto, sob a condição de que a empresa resultante da fusão se desfizesse de 30% das receitas da EMI ou quase 10% das vendas do grupo combinado para outras empresas com um histórico comprovado na indústria da música. Para cumprir com esta condição, a UMG colocou a venda os selos Parlophone, Sanctuary Records, Chrysalis Records, Mute Records, EMI Classics, Virgin Classics, Co-Op Music, King Island Roxystar, MPS Records, sua participação na Jazzland, sua unidade na Grécia e selos locais da EMI na França, Espanha, Bélgica, Dinamarca, Eslováquia, República Tcheca, Polônia, Portugal, Suécia e Noruega. Apesar de seus catálogos originalmente pertencer a Chrysalis e a Parlophone, nem Robbie Williams nem os Beatles não foram incluídos nas vendas de ativos. A aquisição da EMI Music Publishing pela Sony/ATV também foi aprovada pela Comissão Europeia e pela Federal Trade Commission.
O Universal Music Group completou a compra da EMI em 28 de setembro de 2012. Para cumprir com as medidas determinadas pelas entidades reguladoras, vendeu a editora Mute Music, antiga propriedade da EMI, para a editora musical alemã BMG por US$ 10 milhões. Em 8 de fevereiro de 2013, a Warner Music Group anunciou a compra do Parlophone Label Group (que compreende os selos Parlophone, Chrysalis, EMI Classics, Virgin Classics e filiais da EMI pela Europa) por US$ 765 milhões, dependendo da aprovação das entidades reguladoras europeias. Em fevereiro de 2013, Universal também vende o selo Sanctuary para BMG por US$ 50 milhões. Em marco de 2013, Play It Again Sam comprou Co-Op Music (incluindo V2 Records) por US$ 500 mil.

### Volta da EMI (2020 - presente)
Em 2020 seu braço musical foi relançado, sendo distribuído pela Universal. O retorno da EMI busca primeiramente substituir a Virgin Records. A presidente da editora fonográfica é Rebecca Allen, que já atua no grupo há mais de 20 anos. No mesmo ano a marca iniciou um novo capítulo, abrindo caminho para uma nova geração de pioneiros culturais, incluindo Bree Runway, Greentea Peng, SG Lewis, Lancey Foux e Amber Mark.

## EMI x João Gilberto
Em 1987, a EMI, detentora do acervo da antiga gravadora Odeon, lançou, sem autorização de João Gilberto, uma coletânea (um LP duplo e um CD simples) que reunia os três primeiros LPs de João ("Chega de Saudade", "O Amor, o Sorriso e a Flor", "João Gilberto") e o compacto "João Gilberto cantando as músicas do filme Orfeu do Carnaval", conhecido também como em um único álbum, batizado de "O Mito" no Brasil e de "The Legendary João Gilberto". Além da falta de autorização, a EMI, segundo João, adulterou a sonoridade das gravações e alterou a ordem das faixas. Em 1992, João Gilberto entrou com uma ação por danos morais e materiais contra a multinacional britânica, alegando "fim da sequência harmônica" das faixas e defeitos na remasterização. Desde então, seus primeiros discos, considerados de importância impar para a história da música popular brasileira, não se encontram mais nas prateleiras das lojas.
Em 1999, Paulo Jobim foi designado pela 28ª Vara Cível do Rio de Janeiro como perito para a comprovação das alegadas mixagens de som feitas pela EMI. Em seu laudo técnico, Paulo afirma que a EMI "mutilou" e "deformou" a voz de João Gilberto, "amesquinhou" a obra e "literalmente cortou" parte de faixas. Houve ainda adição de reverberação, adição de eco estéreo nas faixas que originalmente eram mono e equalização para realçar as frequências agudas da bateria e da orquestra em todas as faixas, dado fornecido pelo próprio perito indicado pela gravadora. Paulo Jobim ainda afirma que as matrizes originais dos discos possuíam excelente estado de conservação, não havendo a necessidade de alguma alteração no som. Aderbal Duarte, estudioso da obra de João Gilberto, testemunha do músico no processo, diz que João já pensa nas alturas da voz e do violão ao gravar, fazendo o som já sair mixado.
Em 2000, Caetano Veloso foi indicado pela defesa para apresentar um laudo crítico. Ele afirmou que as adulterações causam prejuízo a obra de João Gilberto, que teve radical preocupação pela excelência da qualidade do som e com rigoroso e delicado acabamento nas gravações, provocando claramente dano moral. Além disso, ao trazer três discos em um só CD, a gravadora contribuiu para a redução de um terço do valor comercial do produto oferecido, o que provoca dano patrimonial. Caetano ainda mostrou como a própria EMI declarou que não poderia fazer as equalizações sem a permissão de João. Nas palavras de Caetano, "por essas falhas gritantes da Ré (EMI), João Gilberto sofreu e continua sofrendo incalculáveis prejuízos".
Por outro lado, a remasterização da EMI recebeu prêmios internacionais e teve boa aceitação da crítica especializada, o que, supostamente, atestaria sua qualidade.
Em decisão de primeira instância, a juíza Maria Helena Pinto Machado Martins negou o pedido da defesa  de danos morais e rejeitou o fim da comercialização dos discos, apontando que João Gilberto tinha uma "sensibilidade extremada". “Mero dissabor, aborrecimento, mágoa, irritação ou sensibilidade exacerbada estão fora da órbita do dano moral”, como afirmou a juíza. Ela, por outro lado, condenou a EMI a pagar royalties sobre a obra de João, além de indenização por uso da música Coisa Mais Linda em um comercial do O Boticário. Os advogados de defesa recorreram da decisão, que acabou indo para o Superior Tribunal de Justiça (STJ).
Em 2008, houve um início de conversa entre as partes. A EMI trouxe um técnico dos Estados Unidos para acompanhar o músico na audição das masters, ou matrizes, dos discos. João Gilberto, no entanto, não reconheceu essas másteres como as originais, culminando no fim das conversas. Claudia Faissol pediu ajuda ao Ministério da Cultura, à presidente Dilma Roussef e ao Itamaraty, por meio de um documento denominado "Memorial João Gilberto", assinado pelo próprio músico, mas, oficialmente, o governo brasileiro preferiu se manter distante da questão. As informações são desencontradas, João Gilberto afirma que as matrizes apresentadas não são as originais, e a informação apresentada na imprensa são imprecisas quanto a localização das másteres, ora se fala que estão na Inglaterra, ora se fala que estão no Brasil.
Em 2011, o STJ decidiu, por maioria de votos, que a EMI deveria pagar uma indenização por danos morais a João Gilberto. O ministro relator Sidnei Beneti, em extenso e detalhado voto, concluiu que não se tratava de dano moral comum, mas ofensa ao direito moral do autor, que pode recusar modificações na obra, mesmo se o trabalho receber prêmios, é como se uma editora acrescentasse sem autorização do autor um parágrafo a uma nova edição de um livro. À época do julgamento, o ministro Beneti lamentava a falta de acordo no caso e a ausência de circulação para o público dos discos clássicos da música brasileira. Em entrevista, a advogada da EMI no Brasil, Ana Tranjan, afirmou que as tentativas de acordo não passaram de fases embrionárias de conversa e que, pela proximidade do desfecho do caso na justiça, não houve prolongamento das conversas.
O processo, ainda sem desfecho, tem grande importância para o direito autoral no Brasil. A decisão final do processo terá consequências em vários processos ainda em tramitação e em milhares de discos produzidos aqui, pois discute-se a possibilidade de modificação da obra para relançamento. Coloca-se na balança o direito da humanidade em ter acesso a produção cultural e o direito do autor de preservar sua obra, define-se o alcance do direito moral do autor sobre sua obra. O ministro Sidnei Beneti lembra que o processo é inédito no Brasil.
Em 2013 a 2ª Vara Civil do Rio de Janeiro decidiu conceder uma liminar obrigando a EMI a devolver a João Gilberto as matrizes dos LPs e do compacto do processo. A juíza Simone Dalila Nacif Lopes, em sua decisão, mostrou a urgência em se dar a oportunidade do músico de 81 anos poder se debruçar sobre essas obras e atualizá-las. Logo após essa decisão, Ruy Castro, em sua coluna no jornal Folha de S.Paulo, demonstrou empolgação com um possível relançamento, apesar de prever uma derrubada da liminar da justiça. Poucos dias depois, o juiz Sérgio Wajzenberg, da 2ª Vara Cível do TJ-RJ, decidiu que a liminar seria mantida, assim como a obrigação de devolução das matrizes para João. Em decisão de segunda instância, o desembargador André Gustavo Correa de Andrade, do TJ-RJ, mostrou-se preocupado com o fato de João Gilberto não ter apresentado garantias de conservação adequada das másteres, deixando novamente o material em posse da EMI. Dias depois, os advogados de João apresentaram as condições técnicas necessárias para manter as matrizes das gravações, levando o desembargador a mudar a decisão. As másteres já se encontram em posse do músico.
Marcelo Gilberto, primeiro filho do músico, afirma que as supostas másteres entregues a João Gilberto são, na verdade, cópias das verdadeiras, sendo que apenas o disco Chega de Saudade pode ser verdadeiro. Acredita-se que a gravadora EMI pode ter perdido as fitas originais. O advogado da EMI, por outro lado, afirma ser original todo material entregue a João.
Em 2019, João Gilberto vence a Universal Music, que havia incorporado a EMI em 2013/2014.